# KTZ-Baureihe ТЭ33А
Die Lokomotiven der KTZ-Baureihe ТЭ33А (deutsche Transkription TE 33A) der Kasachischen Eisenbahn (KTZ/ҚТЖ) sind breitspurige Diesellokomotiven mit Drehstromantriebstechnik vorrangig für den Güterzugdienst auf nicht elektrifizierten Strecken. Die Lokomotiven wurden von der Lokomotiw qurastyru sauyty (kasachisch Локомотив құрастыру зауыты) in Astana auf der Grundlage der ES44ACi von GE hergestellt.

## Geschichte
General Electric (GE) aus den USA ist ein weltweit bekannter Konzern im Bereich Planung und Bau von Diesellokomotiven. 2009 wurde in Astana ein Werk eröffnet, welches ein 100%iges Tochterunternehmen der Kasachischen Eisenbahn (KTZ) ist. Hier werden Lokomotiven des Modells „Evolution“ der 5. Generation produziert,  mit einer Spurweite von 1520 mm und angepasst an die speziellen klimatischen Bedingungen Kasachstans sowie spezifiziert für die Beförderung von Gütern in dem Raum Spurweite 1520 mm. Als Diesellok mit elektrischer Kraftübertragung und Drehstromantriebstechnik erhielt sie die entsprechende Bezeichnung ТЭ33А (TE33A).
In der Zeitspanne von 2009 bis 2014 wurden mehr als 270 Lokomotiven hergestellt. 59 davon werden in der Region Almaty betrieben, sie ersetzten vollständig die Zweisektions-Güterzug-Dieselloks der Reihe 2ТЭ10M, erneuert wurde der Park der Dieselloks in der Region um Ajagös und im östlichen Teil der Republik. Parallel wurden ТЭ33А für den Export hergestellt.

## Beschreibung
Die neue Diesellok wurde in Einklang mit anerkannten Standards und GOST-Richtlinien für Eisenbahnen mit einer Spurweite von 1520 mm als sechsachsige Einsektions-Lokomotive mit einer Fahrmotorleistung von 3.356 kW konzipiert. Angetrieben wird die Lokomotive von einem 12-Zylinder-Viertakt-Dieselmotor vom Typ GEVO-12. Bei diesem Dieselmotor sind die Zylinder in V-Form angeordnet, er besitzt elektronische Kraftstoffeinspritzung und ein Diagnose-Bordsystem. Gegenüber den 2ТЭ10M-Lokomotiven wurde bei der ТЭ33А der Schadstoffausstoß um mehr als 40 % gesenkt, der Verbrauch von Kraftstoff und Öl um mehr als 17 %. Die Lokomotive ist mit einem Wechselstromgenerator ausgerüstet, der Antrieb geschieht über Drehstromfahrmotoren. Vorteile sind eine hohe Achsleistung und verringerter Instandhaltungsaufwand, außerdem ist der Betrieb mit diesen Antriebsmotoren zuverlässiger als mit Gleichstromfahrmotoren. Die Bauartgeschwindigkeit beträgt 120 km/h.

## Export

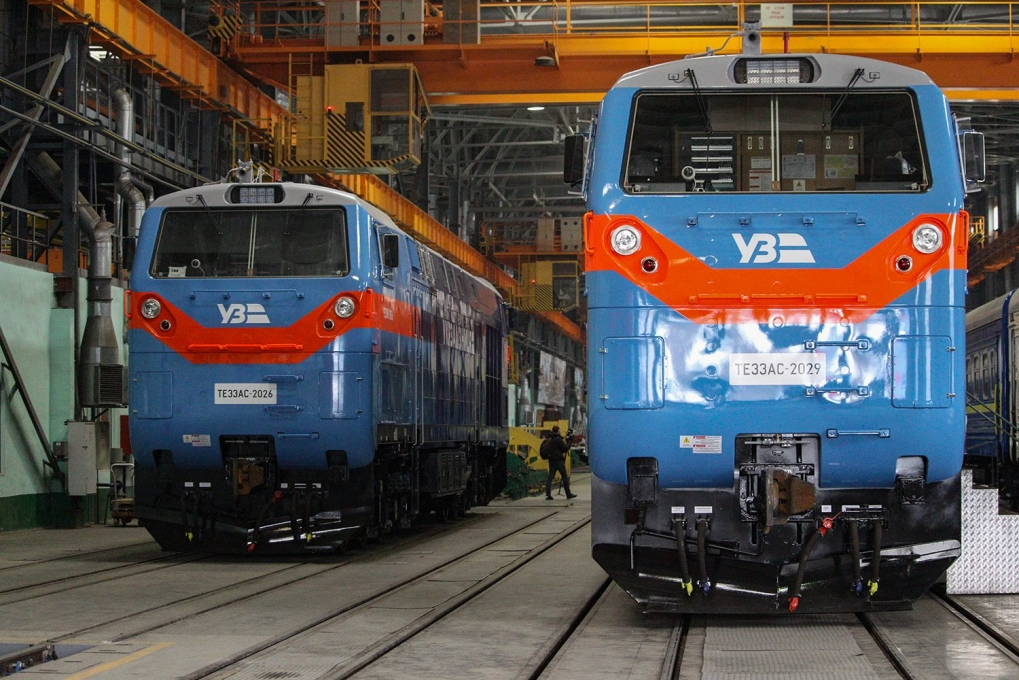
Ukrainische TE33A

Drei Lokomotiven (Inventarnummern 0113, 0114, 0175) erhielt das Depot Duschanbe (Tadschikistan), vier Dieselloks (Inventarnummern 0179, 0253, 0269, 0270) das Depot Bischkek (Kirgisistan). Zwei Loks wurden in die Mongolei geliefert, eine Lokomotive befindet sich in der Ukraine im Eigentum der OAO Iwano-Frankowzement. Zudem wird die Baureihe dort von der Ukrainischen Staatsbahn eingesetzt. Eine Diesellokomotive wurde nach Turkmenistan geliefert.